# دروازه اوبلیسک
دروازه اوبلیسک یک رمان خیال‌پردازی علمی اثر ان. کی. جمیسین است. این کتاب در سال ۲۰۱۷ برنده جایزه ادبی هوگو برای بهترین رمان شد؛ و دومین جلد از مجموعه رمان زمین شکسته بعد از فصل پنجم و قبل از آسمان سنگی است که توسط مطهره اسلامی ترجمه شده و کتابسرای تندیس آن را منتشر نموده است.